# Fragny
Fragny est un village situé dans la commune d'Autun, en Saône-et-Loire en France. Il est une commune éphémère sous la Révolution.
À sept kilomètres au sud d'Autun, au cœur de la forêt de Planoise, Fragny est situé sur un plateau à 570 mètres d'altitude. Village important, il n'a pas d'église avant le milieu du XIXe siècle. Son école ferme en 1998.

## Géographie

### Localisation
Le village Fragny est situé sur le plateau d'Antully, au centre de la forêt de Planoise,. Situé au sud d'Autun, il est voisin des anciennes communes elles aussi rattachées à Autun de Couhard (au nord) et Montromble (au sud). Fragny est frontalier de la commune de Broye (à l'ouest) et d'Antully (à l'est).
Sept kilomètres après Autun, Fragny est desservi par la route départementale 287 de Montcenis à Autun. La route départementale 120 de Broye à Autun passe à l'ouest du village et la route forestière d'Auxy à la Bondelue au sud.

### Géologie et relief
Le bourg de Fragny est situé à une altitude d'environ 570 mètres. Le minimum est de 542 mètres au pont de Saint-Georges et le maximum à plus de 600 mètres à l'est de l'étang Saint-Gorges.

### Hydrographie
L'eau est très présente à Fragny, situé sur un plateau et sur des sols et sous-sols généralement imperméables.
À l'est du bourg, la forêt de Planoise est la source du Rançon, affluent du Mesvrin et sous-affluent de la Loire. Après Fragny, il effectue une boucle à l'est vers Antully avant de rejoindre Saint-Symphorien-de-Marmagne à l'ouest. Un de ses affluents, le ruisseau de la Forêt aux Merles, qui prend sa source dans les prairies des Blanchots puis au Bois Mathey longe à l'est le village puis rejoint le Rançon à Broye.
Deux étangs artificiels sont créés au nord de Fragny, à proximité des hameaux des Cloix et de Saint-Georges. Ils sont construits sur des zones tourbières ou affleurent des sources,. À la confluence de leurs deux cours d'eau, à proximité du pont Saint-Georges, est installée une station de pompage qui recueille l'eau potable pour Autun depuis 1945,.

### Paysages
À la fin du XIXe siècle, René Lavollée, arrivé depuis Autun, décrit le paysage de Fragny : « À perte de vue se déroule un vaste plateau ondulé, coupé de bois, de prairies et de rares champs cultivés, au milieu desquels on distingue à peine çà et là quelques maisons éparses. À gauche, s'étend la belle et vaste forêt domaniale de Planoise, avec ses futaies de hêtres. À droite, le regard embrasse un immense horizon : par-dessus les déclivités du sol, il plonge sur les collines boisées et bleuâtres de la région d'Uchon. »

## Urbanisme

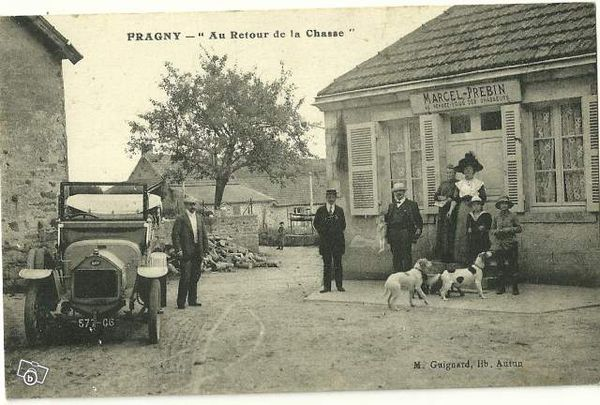
Une maison dans le bourg de Fragny. Carte postale des années 1920.

### Lieux-dits, hameaux et écarts
Fragny comporte les hameaux de Montromble, la Bondelue, les Blanchots, la Fontaine-Mollaine et Saint-Georges. Le hameau des Cloix, à proximité de l'étang des Cloix, a disparu.

### Voies de communication et transports
La route de la Forêt de Planoise traverse Fragny depuis la route de Broye en direction de Montromble.
L'ensemble des rues de Fragny sont nommées en 1992 : rue du Bois de Mathey, rue des Blanchots, rues des Feuillis, rue de la Garenne-Bretin et rue des Près Moussus,.

## Toponymie
Fragny est attesté sous la forme De vico Fraxini en 1312 dans le cartulaire de l'Église d'Autun. Durant le même siècle, on retrouve les formes Le Fraingne en 1350 et Fraigne vers 1380. En 1780, Claude Courtépée écrit Fragni et en 1783 le Nouvel état général des paroisses de Bourgogne utilise la forme Fragny.

## Histoire

### Prieuré Saint-Georges-des-Bois
Le lieu-dit la Chapelle renvoie à un ancien prieuré Saint-Georges de religieuses bénédictines dont l'emplacement connu est approximatif. Il est dépendant du prieuré de Saint-Julien-sur-Dheune. Sa première mention remonte à 1223. Au cours du siècle suivant, il connaît une situation de misère. Une situation telle qu'en 1343, l'évêque d'Autun ordonne la dispersion des cinq dernières religieuses, sans succès,.
Le prieuré est finalement clos en 1422. La ferme est amodiée par le prieuré de Saint-Julien mais la chapelle, qui dépend de la paroisse de Saint-Jean-de-la-Grotte (église en dessous de la première cathédrale d'Autun), subsiste jusqu'à la Révolution,. Les derniers bénéfices s'élevaient à la somme de 700 francs et revenaient à un des enfants de cœur de la cathédrale. Les pierres de la chapelle sont réutilisées pour un corps de la ferme Saint-Georges, au nord du bourg. Une tradition subsiste toutefois auprès de la population locale, qui se rend en procession sur le site le premier dimanche après la Saint-Georges en avril et y célèbre le retour du printemps,.

### Seigneurie de la Bondelue
Entre Fragny et Montromble, était établie une seigneurie rurale du nom de la Bondelue ou de la Bondue. Un hameau porte toujours ce nom. À la fin du XVe siècle, elle tenait également en fief du baron de Bourbon-Lancy et en arrière-fief de la châtellenie ducale de Montcenis, une terre de la Bondue, sur la commune de Saint-Agnan. La tour de la Bondue dans le quartier Marchaux à Autun était sa maison seigneuriale en ville,.

### Commune éphémère
À la Révolution, la commune de Fragny est créée en 1789. Entre 1790 et 1794, elle absorbe la commune voisine de Montromble, avant d'être intégrée à Autun entre 1975 et 1800, en même temps que Saint-Symphorien-lès-Autun.

### Développement du village auXIXesiècle
Durant la première moitié du XIXe siècle, Fagny ni église ni curé. Comme les hameaux de la partie orientale d'Autun — Montromble, la Bondelue, les Champeaux —, elle dépend de la paroisse de Couhard. L'école la plus proche est à douze kilomètres, ce qui rend impossible la scolarisation des enfants. La situation s'améliore au milieu du siècle, grâce à l'action du curé de Couhard, l'abbé Vitteault. Celui-ci gagne la création d'une église, d'un presbytère et d'une maison-école. En 1858, il témoigne dans une lettre de remerciement au préfet : « Il y avait à l'époque dans le diocèse, une paroisse plus réellement pauvre et jusque-là plus abandonnée, perdue à 9 km d'Autun, et que ces braves gens vivaient alors dans un état presque voisin de la sauvagerie. »
En 1894, dans un article du bulletin de la Société d'économie sociale et des Unions de la paix sociale, René Lavollée décrit une expérience d'économat inspirée des travaux des Frédéric Le Play, mise en place en 1891 par le curé Moulin. Selon ses observations, la population de Fragny, composée essentiellement de bûcherons, de charbonniers et de sabotiers, ainsi que de laboureurs et d'éleveurs, se fournit uniquement auprès de huit cabaretiers et de quatre épiciers. Le village ne compte ni boulanger ni boucher.
L'abbé Moulin réunit 1 500 francs, avec lesquels il achète en gros à Autun et au Creusot et ouvre un premier magasin. Proposant des prix inférieurs aux cabaretiers, son opération aurait connu le succès en quelques mois et permis de l'étendre à davantage de marchés. Il vend à prix coûtant, permet une réduction pour les associations paroissiales de chefs de famille et donne les recettes en boni à ses bénéficiaires. Après quelques années, l'économat mis en place permet une baisse de coût de la vie pour les clients, qui sont une cinquantaine de famille, soit la moitié de la population. La quasi-totalité d'entre eux payent malgré tout toujours à crédit.

## Équipements et services publics
L'école de Fragny est fondée en 1858 comme une école mixte réunissant les enfants de Fragny, la Bondelue et Montromble. Trop petite pour accueillir les 45 garçons et les 28 filles à scolariser, elle doit être agrandie avant même son ouverture à la rentrée 1860 ; elle l'est une seconde fois en 1896. L'éducation est donnée par les Sœurs de l'Enfant-Jésus de Chauffailles avant la laïcisation en 1882.
L'école perdure jusqu'en 1998 avec une classe unique multi-niveaux. Elle est aménagée en salle des fêtes en 2006.

## Population et société
En 1793, 153 habitants sont recensés dans la commune de Fragny. En 1860, ils sont 560 habitants à Fragny, Montromble et la Bondelue, avec 73 enfants. En 1894, René Lavollée estime sa population entre 500 et 600 personnes.
En 2010, 232 personnes sont inscrites sur les listes électorales, pour 128 familles.

## Culture locale et patrimoine

### Lieux et monuments

#### Église du Sacré-Cœur
L'église du Sacré-Cœur est érigée au cours des années 1850 par l'abbé Vitteault, en succursale de la paroisse de Couhard.
Son tympan sculpté honore le Sacré-Cœur.

#### Monument aux morts
Le monument aux morts commémorant les Fragnotins tombés pendant la Première Guerre mondiale consiste en une plaque apposée sur l'école,, couvrant une niche initialement prévue pour une statue de la Vierge Marie. Elle recense dix-neufs noms.

#### Source du Bois Mathey
Au sud de Fragny, à proximité du bourg, sort la source du Bois Mathey, qui alimente le ruisseau de la Forêt aux Merles. Elle bénéficie d'un cours d'eau constant, issu de la grande nappe phréatique de la Planoise, potable, qui a serviejusqu'au milieu du XXe siècle de principale source pour Fragny. Le site est aménagé et a longtemps été un lieu de plaisance pour les habitants. Aucun élément religieux n'est connu à proximité.
Il se trouve deuxième point d'eau dans le bois, surnommé « lavoir », situé à côté d'un puits.

### Patrimoine culturel
Située dans la forêt de la Garenne Bretin, le toponyme du lieu-dit le Duel témoigne d'un meurtre commis en 1881 à la suite d'un duel. Au printemps, un lieutenant de louveterie dénommé Asselin effectue une battue au sanglier dans la forêt, qui appartient à la femme Talleyrand. Même si, grâce à son rang, il a le droit de chasser là où il le souhaite, il ne prévient pas la propriétaire des lieux, puis envoie paître le garde-chasse de celle-ci. L'affaire est suivie par un courrier du régisseur général de la famille de Talleyrand-Périgord, de Saint-Victor, reprochant son comportement à Asselin. Ce dernier lui répond par un courrier fleuri, ce après quoi Saint-Victor le provoque en duel. Les deux hommes se retrouvent le 17 mai 1881 dans la forêt de Fragny (soit au carrefour de la Bondelue et de la ligne de l'Épousée, soit au carrefour de la ligne de l'Épousée et du chemin des Rapées). À l'issue du combat, Asselin n'accepte pas sa défaite et tue son adversaire. Déjà connu des services de justice, il est condamné à quatre mois de prison et cent mille francs de dommages-intérêts,,.
L'Office national des forêts ouvre sur le lieu approximatif du meurtre accueille une aire de repos pour pique-nique et jeu de boules, abandonnée depuis.